# La Dixième Symphonie
La Dixième Symphonie és una pel·lícula muda francesa de 1918 dirigida per Abel Gance.

## Argument
La rica òrfena Eve Dinant ha caigut sota l'encís de l'encantador però malvat Fred Rice. Ella es converteix en la seva amant i ell la indueix a assassinar la seva germana. Ràpidament entén que no pot seguir vivint amb un home tan menyspreable i decideix deixar-lo. Ella li dona diners per comprar el seu silenci.
Un parell d'anys després, coneix el famós compositor Enric Damor i es casen. La filla de l'Enric, Claire, coneix per casualitat en Fred i s'enamora d'ell. Amb l'aprovació de l'Enric, en Fred li proposa matrimoni i ve sovint a visitar la seva promesa. L'Eve està decidida a no deixar que Fred es casi amb Claire i, com ell es nega a escoltar-la, li diu al seu marit que el casament no ha de tenir lloc. L'Enric no entén el comportament de la seva dona i quan en Fred li deixa trobar una carta que li va enviar la Claire, li pregunta si està enamorada de Fred. En lloc de confessar el seu passat, Eve li diu que sí que l'estima.
L'Enric queda bocabadat quan s'assabenta de la traïció de la seva dona, però sublima els seus sofriments per crear una obra mestra, la seva Desena Simfonia, sobre el tema de la traïció de les dones. Fred ofereix a l'Eve que no es casi amb la Claire si ella torna amb ell. Ella accepta i ell escriu una breu carta de ruptura a la seva promesa. L'Enric està devastat per l'absència de la seva dona i la Claire va a casa d'en Fred, decidida a venjar-se i que l'Eve torni. Ella l'amenaça amb una pistola, però l'Eve intenta dissuadir-la de matar-lo. Mentre estan discutint, Fred treu la seva pròpia arma i després d'apuntar-les, la gira contra ell mateix i es dispara. L'Eve li explica a la Claire com havia disparat a la germana d'en Fred a la mateixa habitació. L'Eve ara pot tornar a l'Enric, el seu veritable amor.

## Repartiment
- Séverin-Mars com a compositor Enric Damor
- Jean Toulout com a Frederic 'Fred' Ryce
- Emmy Lynn com a Eve Dinant
- Ariane Hugon com a ballarina
- André Lefaur com el marquès de Groix St-Blaise
- Elizabeth Nizan com a Claire Damor

## Producció
Aquesta pel·lícula va ser produïda per la productora Le Film d'art l'any 1917. A causa de la guerra, només es va estrenar el novembre de 1918.